# Russische presidentsverkiezingen 2004
De Russische presidentsverkiezingen van 2004 vonden plaats op 14 maart 2004. President Vladimir Poetin voerde vrijwel geen campagne, en liet zich niet in met debatten, maar het was al snel duidelijk dat hij geen serieuze tegenstand had.
Kandidaat Ivan Ribkin verdween ongeveer een maand voor de verkiezingen, en dook vijf dagen later weer op in Londen. Hij zei ontvoerd te zijn, en gefotografeerd in compromitterende situaties. Hij trok zich later uit de verkiezingen terug, maar de stembiljetten, met zijn naam, waren toen al gedrukt.

## Kandidaten
- Vladimir Poetin
- Sergej Glazjev
- Irina Chakamada
- Nikolaj Charitonov
- Oleg Malisjkin
- Ivan Ribkin (teruggetrokken)
- Sergej Mironov

## Resultaten
| Kandidaat          | Nominerende partij                               | Stemmen    | %          |
| ------------------ | ------------------------------------------------ | ---------- | ---------- |
| Vladimir Poetin    | Verenigd Rusland                                 | 48.931.376 | 71,2       |
| Nikolaj Charitonov | Communistische Partij van de Russische Federatie | 9.440.860  | 13,7       |
| Sergej Glazjev     | Rodina                                           | 2.826.641  | 4,1        |
| Irina Chakamada    | Unie van Rechtse Krachten                        | 2.644.644  | 3,8        |
| Oleg Malysjkin     | Liberale Democratische Partij van Rusland        | 1.394.070  | 2,0        |
| Sergej Mironov     | Russische Partij van het Leven                   | 518.893    | 0,8        |
| Tegen allemaal     | Tegen allemaal                                   | 2.319.056  | 3,5        |
| TOTAAL             | TOTAAL                                           | 66.307.156 | 66.307.156 |